# レミーマルタン
レミーマルタン（Rémy Martin、フランス語発音: [ʁemi maʁtɛ̃]）は、コニャックの生産・販売を主に手がけるフランス企業。1724年に創設され、コニャック市を拠点とする。世界最大のコニャック生産企業の一つであり、フィーヌ・シャンパーニュの特化ブランドである。また、フランスのラグジュアリービジネスを世界的に推進、奨励するコルベール委員会のメンバー・ブランドでもある。

## 歴史

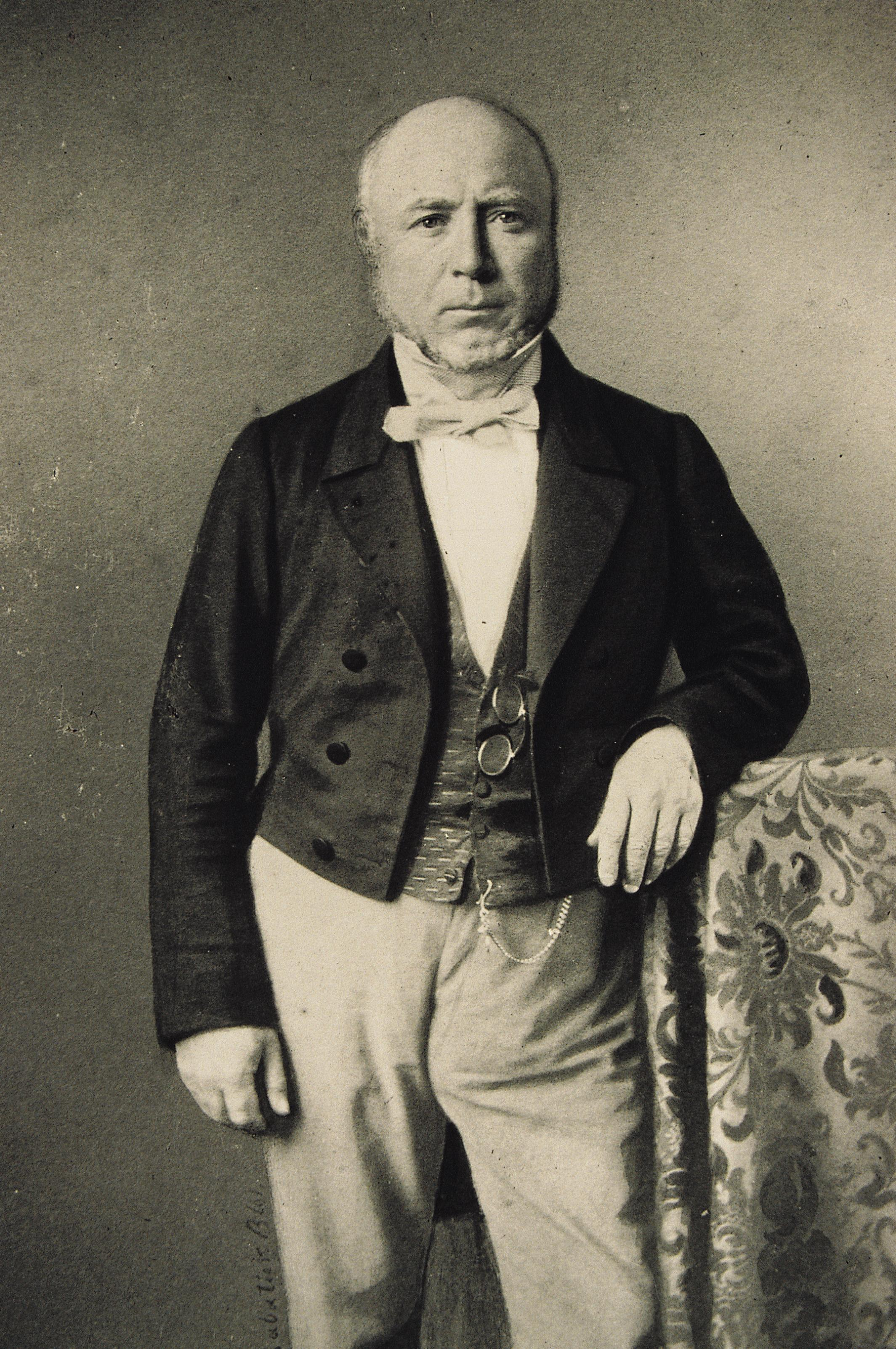
ポール・エミール・レミー・マルタン

「レミーマルタン」のブランド名は、1695年にルイヤック近郊（現シャラント県）で生誕した創業者の名前に由来する。ブドウ栽培業・ワイン醸造業の傍ら、1724年にコニャックの取引所を開業したのが始まりである。1773年の彼の死後、彼の同名の孫にあたるレミーがその事業を引き継いだ。1841年にはポール・エミール・レミー・マルタンが事業の管理をしていたと見られ、ブランドは大きく成長することとなる。彼はボトルやケースに、ギリシア神話に登場する怪物であるケンタウロスのブランド・ロゴを入れた。これはマルタン自身が射手座の生まれであったことに由来している。レミーマルタンは中国では「人头马」と呼ばれ、これは文字通り「人の頭部を持つ馬」という意味である。戦間期は、1910年からレミーマルタン商会のパートナーであった弁護士で商人のアンドレ・ルノーが事業を主導し、1927年に最初のVSOPとして「フィーヌ・シャンパーニュ」を発売した。これ以降、レミーマルタンは世界的に販売されるようになった。第二次世界大戦後もレミーマルタンはアンドレ・ルノーの娘婿であるアンドレ・エリアール・デュブレイユ主導のもとで引き続き興隆した。1965年のアンドレ・ルノーの死後はアンドレ・エリアール・デュブレイユが代表の座に就いた。アンドレ・エリアール・デュブレイユの息子たちも次第に事業に加わるようになった。中でも娘のドミニク・エリアール・デュブレイユは1988年にゼネラル・マネージャーとなり、その2年後には代表に就任した。1991年、レミーコアントローのファミリー・グループとなった。

## 醸造

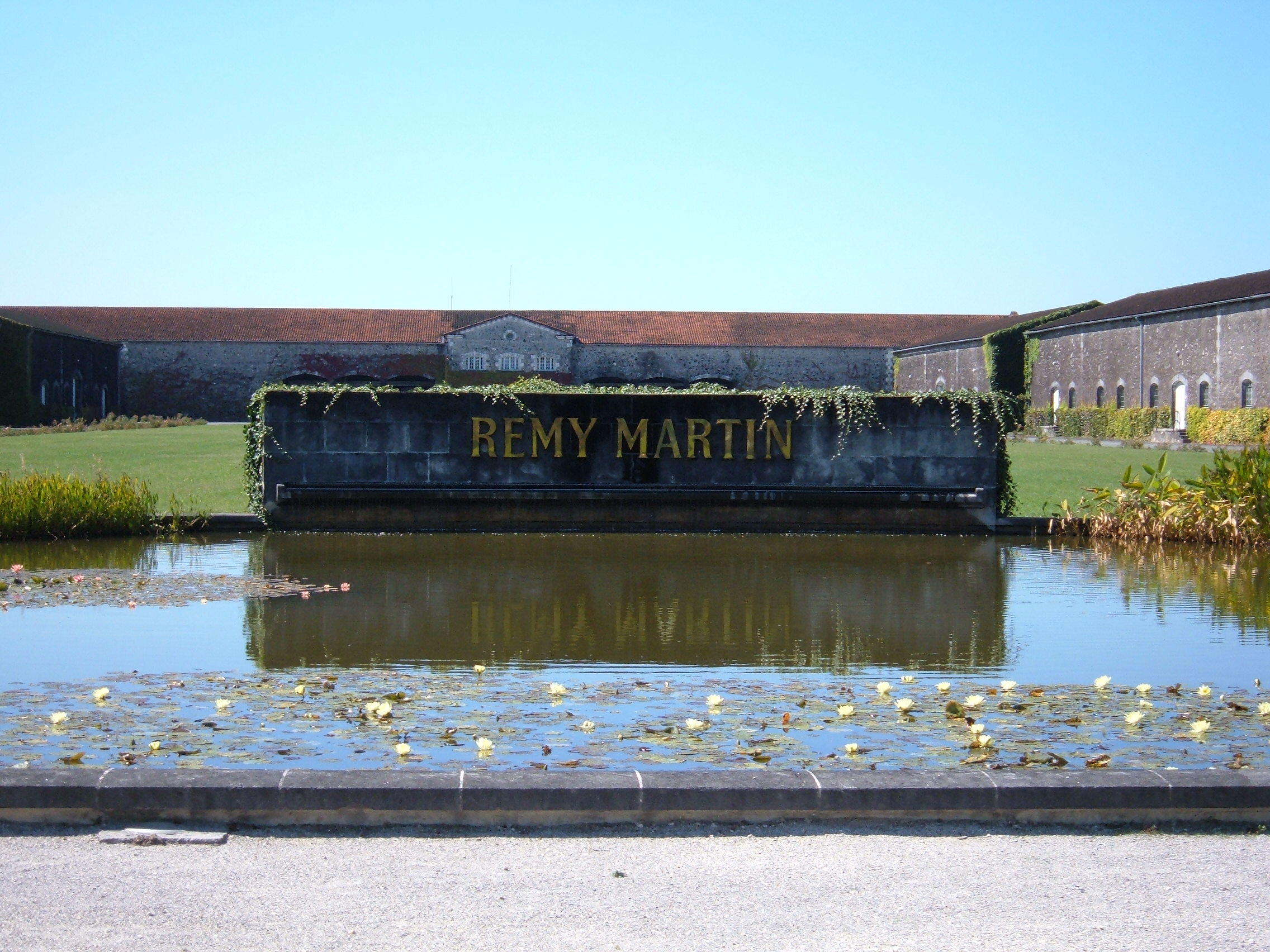
レミーマルタンの建物

レミーマルタンのコニャックは全て「フィーヌ・シャンパーニュ・コニャック」の呼称を持つ。フィーヌ・シャンパーニュ・コニャックとは、グランド・シャンパーニュとプティット・シャンパーニュの2つのクリュ（栽培地域）からつくられたオー・ド・ヴィー（原酒）のブレンドで、かつグランド・シャンパーニュの比率が50%以上のもののみをいう。グランド・シャンパーニュのオー・ド・ヴィーは石炭質の土壌により極上の熟成ポテンシャルと特有の芳醇さを併せ持つ。1984年以降、レミーマルタンはアンドレ・ルノーの主導のもとでこの配合に特化した。1960年代にはレミーマルタン・ハウスのアンドレ・エリアール・デュブレイユがプティット・シャンパーニュとグランド・シャンパーニュの何千というワイン生産者と蒸留業者を呼び集め、同盟（アリアンス・フィーヌ・シャンパーニュ）を設立。レミーマルタン・ハウスの約90%のオー・ド・ヴィーを供給する協力関係を築いた。フィーヌ・シャンパーニュのコニャックの80%はレミーマルタン・ハウスから市場に出ている。
レミーマルタンはブドウの蒸留過程で発生するおり（酵母残留物）を保持するために、小型の銅製スチルを用いた伝統的な蒸留手法を採用している。熟成にはリムーザン・オーク材の樽を使用。熟成過程でアルコールが蒸発（天使の取り分）し、セラーの内壁を黒ずませながら、途中の休息期間と樽の交換を経てゆっくりと時間をかけて進化を遂げる。木材、酸素、オー・ド・ヴィーの間の交換は一定であり、どのスタイルが求められるかによって、側板の目が粗い新しい樽か目が細かい古い樽で熟成するのかが選定される。そして最後に異なる樽とブレンドすることでコニャックがつくられる。レミーマルタン・ハウスの現在のセラー・マスターであるバティスト・ロワゾーは34歳でその役職に就任し、アンドレ・ルノー、アンドレ・ジロー、ジョルジュ・クロ、ピエレット・トリシェらの跡を継いだ。

## ボトル・ラインナップ

### レミーマルタン VSOP
1972年につくりあげられたレミーマルタン VSOPは、世界全体で最も販売数の多いVSOPである。1972年から現在のすりガラスのボトルを採用している。

### レミーマルタン VSOP マチャー・カスク・フィニッシュ

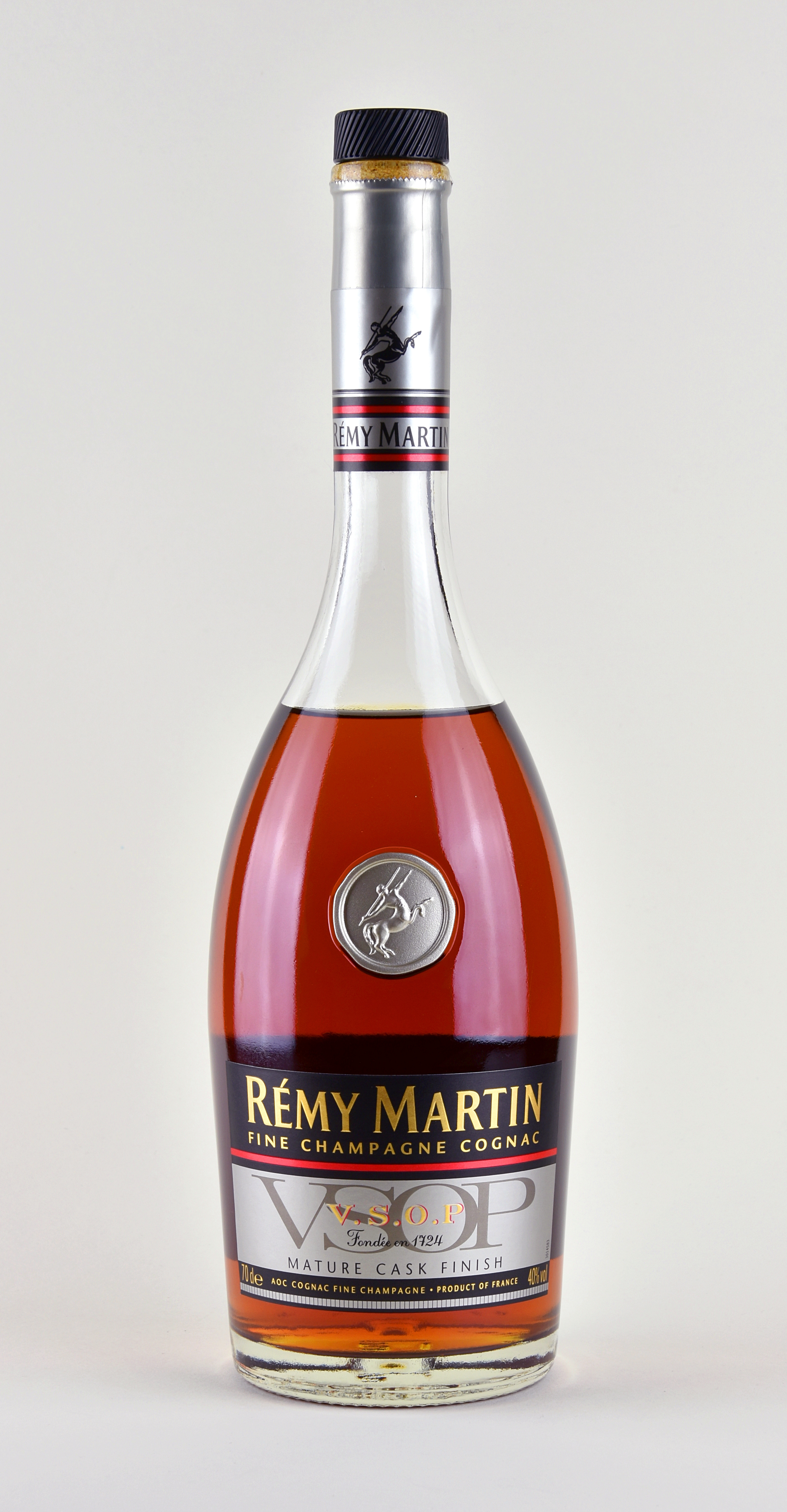
レミーマルタン VSOP マチャー・カスク・フィニッシュ

2011年につくり上げられたVSOP マチャー・カスク・フィニッシュはヨーロッパのみでの販売。グランド・シャンパーニュとプティット・シャンパーニュと同じテロワール、同じ蒸留法でつくられるが、20年ものの樽でさらに1年の熟成期間を設ける。

### レミーマルタン 1738 アコード・ロイヤル
1997年発売。名称はフランス王ルイ15世がそのクラフトマンシップを讃え、レミーマルタンにアコード・ロイヤルの称号を授与する1738年制定の勅令に由来する。

### レミーマルタン クラブ
1986年につくり上げられた八角系のボトルが特徴的なレミーマルタン クラブは中国のみでの販売。2015年に発売したレミーマルタン クラブ・コネクテッド・ボトルは、ボトル栓としては世界で初めてとなるNFCを搭載し、高いセキュリティ・レベルで偽造対策が施されている。

### レミーマルタン XO

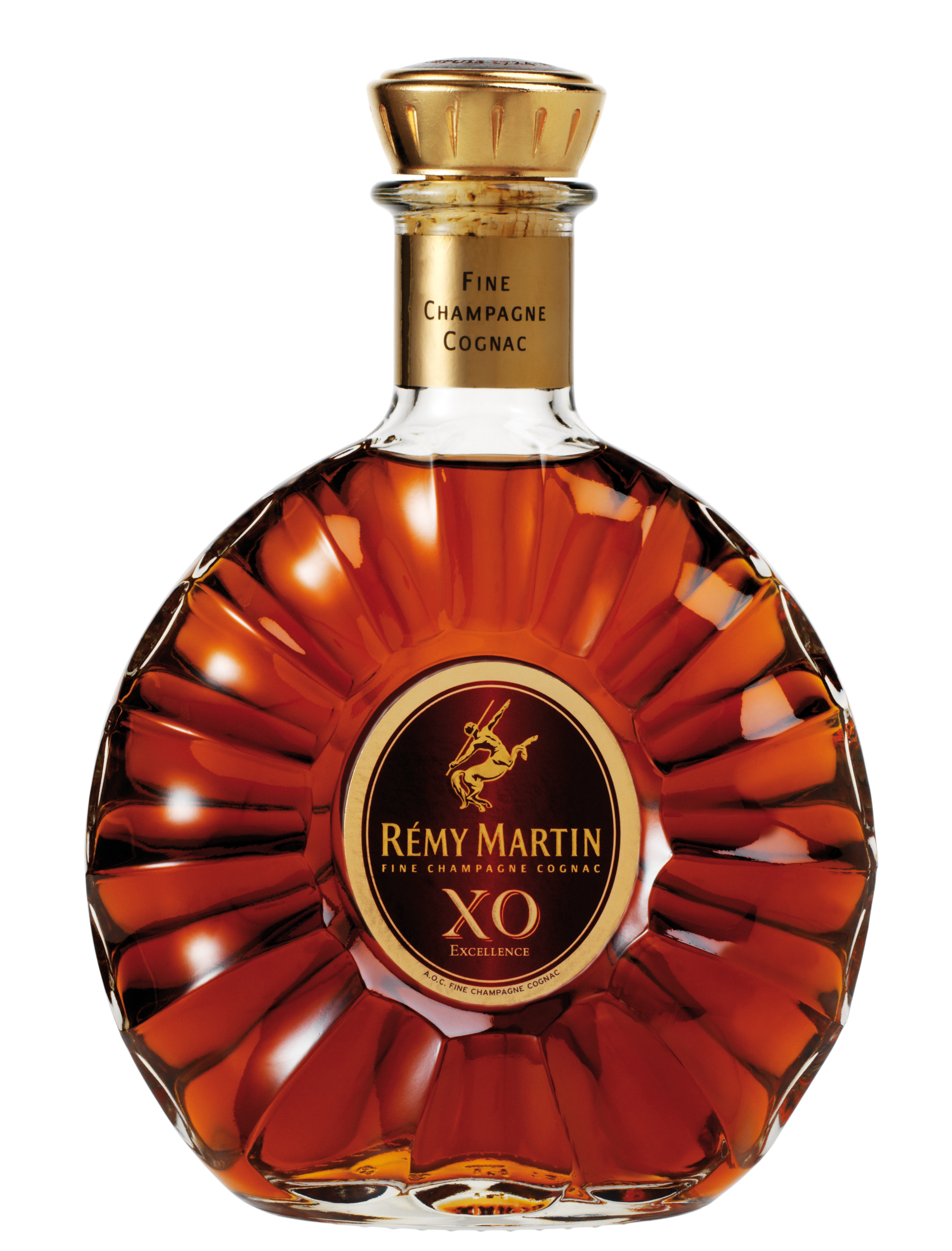
レミーマルタン XO エクセレンス

セラー・マスターのアンドレ・ジローによって1981年につくり上げられたXOは、400種以上の異なるオー・ド・ヴィーがブレンドされている。

### レミーマルタン カルト・ブランシュ
セラー・マスターが選定した単一の樽によるブレンド方法を採用。オー･ド･ヴィーの熟成年数は最低でも20年以上のものを配合している。

### レミーマルタン セントー・ド・ディアマン
セントー・ド・ディアマンはレミーマルタンの中でも最も上等な10%のオー・ド・ヴィーのみを使用し、販売価格も高く設定されている。

### レミーマルタン セラー・マスター・セレクション
免税店限定販売。熟成セラーのセラー・マスターが選定した、ユニークな特徴をもったセラー N°16（プライム・セラー・コレクション）とセラー N°28（リザーヴ・セラー・セレクション）。

### レミーマルタン V
2010年にアメリカ限定で発売された、レミーマルタン初のスピリッツ「レミーマルタン V」。オーク材の樽での熟成プロセスを経ず、14 °F (−10 °C) のフィルターを通すことによって、透明でナシや新鮮なミントがほのかに香る後味がある。コニャックではなく「オー・ド・ヴィー・ド・ヴァン」に分類される。

## 文化・芸術
レミーマルタン・ハウスは商品のイメージ展開のためにカリフォルニア州出身の俳優ジェレミー・レナーや、中国人俳優で歌手の黄暁明、台湾人マンドポップ歌手の蔡依林などといったアーティストとのパートナー契約を結んでいる。
2008年にはアメリカ人の写真家・デビッド・ラシャペルがボトルのデザインを手がけた。2013年にレミーマルタンが発売した限定版VSOPは、アメリカの歌手でプロデューサーのロビン・シックが協力している。ラップ界ではフェティ・ワップの作品の中でレミーマルタンの「1738」が頻繁に登場している。

## 王朝酒業と中国市場
1980年の市場経済への移行期の中国でレミーマルタンは王朝酒業（王朝酒業集団有限公司）と共にベンチャー的な市場参入を試みた。外国籍のワイン・メーカーとしては中国全土で初めてであり、ジョイント・ベンチャーとしては2例目であった。